# بخش اریالور
بخش اریالور (به انگلیسی: Ariyalur district) یک بخش در هند است که در تامیل نادو واقع شده‌است. بخش اریالور ۱٬۹۴۹٫۳۱ کیلومتر مربع مساحت و ۷۵۲٬۴۸۱ نفر جمعیت دارد.